# Holmgård Sø
Holmgård Sø är en sjö i Danmark.   Den ligger i Holstebro kommun i Region Mittjylland. Holmgård Sø ligger 10 meter över havet. Trakten runt Holmgård Sø består till största delen av jordbruksmark.